# Palazzo Bocca Trezza
Il palazzo Bocca Trezza, in passato noto come palazzo Murari della Corte Bra, è un edificio civile situato nel quartiere di Veronetta a Verona. Realizzato intorno alla metà del XVI secolo per i conti Murari della Corte Bra, dopo la seconda guerra mondiale ha conosciuto lunghi periodi di abbandono che ne hanno fortemente compromesso la conservazione. A partire dal 2021 è oggetto di un importante intervento di restauro.

## Storia
Il palazzo venne edificato intorno alla metà del XVI secolo quale dimora per i conti Murari della Corte Bra, oltre che come sede per la produzione di pregiati tessuti che avveniva nel giardino, al tempo costeggiato dal Fiumicello. In quel periodo, infatti, vi fu una forte espansione economica del ceto mercantile, che edificò nel quartiere di Veronetta diversi palazzi prestigiosi.
I Murari della Corte Bra rimasero proprietari del palazzo fino al 1837, che nel 1853 venne acquisito dalla famiglia Bocca Trezza, divenendo così residenza, per un lungo periodo, anche dello scrittore Gaetano Trezza. Entrata in possesso del palazzo, la famiglia ne modificò l'assetto in maniera significativa, in particolare: fu parzialmente demolito il corpo di fabbrica posto lungo via San Nazaro, in modo da aprire la corte porticata verso l'esterno; lungo via XX Settembre fu pesantemente modificato il corpo delle scuderie; vi fu una ristrutturazione parziale dei corpi di fabbrica rivolti a nord ed est, con l'obiettivo di ricavare una corte di minori dimensioni sul lato di vicolo Fontanelle.
Nel 1922, alla morte dell'ultima vedova della famiglia Bocca, passò per testamento al Comune di Verona che la destinò a sede del partito fascista cittadino per tutto il corso del ventennio, periodo che culminò con la costruzione della Casa del Giovane Fascista nel 1934, nell'angolo sud-est del giardino, lungo via XX Settembre. Al termine della seconda guerra mondiale venne lentamente restaurato dai danni bellici e quindi adeguato per poter ospitare la sede dell'Istituto d'arte "Napoleone Nani", che vi si trasferì nel 1970. Al trasferimento dell'Istituto, il palazzo cadde in uno stato di abbandono, accumulando nel tempo numerosi danni.
Nel 2021 è iniziato un importate intervento di restauro conservativo dell'intero complesso.

## Descrizione
L'edificio si presenta in stile rinascimentale e, sebbene non si conosca l'architetto che lo ha disegnato, si notano le influenze del celebre architetto veronese Michele Sanmicheli.
La facciata a nord che da verso il cortile è composta da un porticato al piano terra, costituito da una successione di arcate in bugnato, dove ogni chiave di volta degli archi è decorata con un mascherone. Al piano superiore corre un lungo ballatoio in pietra sorretto da mensole, anch'esse in pietra come lo sono i pilastrini che fungono da balaustra. Sul ballatoio si aprono alcune porte finestre sovrastate da timpani alternativamente curvi e triangolari. Nel sottogronda si trovano dei fregi decorati da Anselmo Canera con busti di imperatori romani, schiavi e soldati.
La facciata opposta presenta, al piano terra, un porticato con decorazioni monocrome rappresentanti Storia di Venere a Adone con Satiri, satiresse e amorini in volo, opera di Paolo Farinati. Il sottogronda è invece decorato con affreschi di Battista del Moro.
Nelle sale interne, oggi irrimediabilmente compromesse dopo gli anni di abbandono, si possono comunque ancora osservare stucchi decorativi cinquecenteschi, camini monumentali a affreschi con scene mitologiche. Le stanze al piano terra furono affrescate per opera di Bernardino India, autore delle grottesche tra le partiture ridolfiane e a lungo considerato anche autore del fregio raffigurante il Trionfo di Mario sui Cimbri. Più recentemente non solo è stato individuato il corretto tema degli affreschi, ossia il Trionfo di Scipione Africano, ma sono state riviste le attribuzioni, cercando di ricondurlo nel catalogo dapprima di Anselmo Canera, poi a quello di Giovanni Ermanno Ligozzi.